# James W. Flanagan
James W. Flanagan (Gordonsville, 1805. szeptember 5. – Longview, 1887. szeptember 28.) az Amerikai Egyesült Államok szenátora (Texas, 1870–1875).